# MAD (잡지)

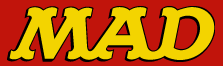

MAD는 1952년부터 EC 코믹스가 발행하고 있는 미국의 풍자 잡지이다. 처음에는 10센트에 판매되었지만, 제25호부터 25센트로 인상하였다. 미국에서는 지금도 인기있는 잡지의 하나이다. 마스코트는 앨프리드 E. 뉴먼이다.